# Kateřina Bočková
Kateřina Bočková (* 22. října 1976 Uherské Hradiště) je česká lektorka, manažerka a publicistka.

## Životopis
Absolvovala Fakultu stavební Vysokého učení technického v Brně, obor Ekonomika a řízení stavebnictví (2000) a v současnosti je zástupkyně vedoucího katedry na Vysoké škole DTI v Dubnici nad Váhom.
Přednáší v bakalářských, magisterských a MBA akreditovaných studijních programech. V současné době se podílí na rozvoji výukové metody student-centric a výuce na Evropské akademii vzdělávání.  
Od dětství se věnuje sportu, začínala jako krasobruslařka a tenistka.
Aktivně se věnovala běhu a jistý čas působila jako trenérka aerobiku s kvalifikací ASPV IFAA a poradkyně fitness.
Od roku 2011 se věnuje publikační činnosti, kdy se stala spoluautorkou knihy Projektové řízení pro začátečníky.
V roce 2016 vydala vlastní učebnici Projektové řízení a autorsky se podílela na knihách
- Projektový management: Komplexně, prakticky a podle světových standardů
- Projektové řízení pro projektové manažery
- Konkurenceschopný podnik

Ve volbách do Evropského parlamentu v červnu 2024 kandidovala jako členka strany Soukromníci na 11. místě kandidátky Svobodných. Strana však získala pouze 1,76 % hlasů a zvolena tak nebyla.

## Seznam publikací
- Projektové řízení: Učebnice. [s.l.]: E-knihy jedou ISBN 9788075124319. S. 470.
- Projektové řízení pro začátečníky. [s.l.]: Computer Press, 2011. ISBN 9788025128350. S. 304.
- Konkurenceschopný podnik: Ekonomika konkurenceschopného podniku. [s.l.]: E-knihy jedou Dostupné online. ISBN 9788075126085. S. 200.
- Projektové řízení pro projektové manažery: Průvodce projektovým řízením pomocí případových studií. [s.l.]: E-knihy jedou Dostupné online. ISBN 9788075126221.
- Projektový management: Komplexně, prakticky a podle světových standardů. [s.l.]: Grada Publishing, 2016. Dostupné online. ISBN 9788024756202. S. 424.